# اچ‌ام‌اس کالودن (۱۷۴۹)
اچ‌ام‌اس کالودن (۱۷۴۹) (به انگلیسی: HMS Culloden (1749)) یک کشتی بود که طول آن ۴۳ فوت (۱۳ متر) بود. این کشتی در سال ۱۷۴۹ ساخته شد.